# 李應策
李應策（1554年—1635年以後），字獻可，一字成可，號鑑塘、蒼門，陝西西安府蒲城縣人，明朝政治人物。

## 生平
萬曆四年（1576年）丙子科陕西鄉試第三十七名舉人，萬曆十一年（1583年），登癸未科三甲二百四十四名進士。兵部觀政，十二年授任丘知县，丁母憂歸。十五年復除成都县，十六年丁父憂。十九年補蘭陽縣，二十年調安阳知县。萬曆二十二年（1594年）行取，選授刑科给事中，二十五年八月与中书侯執躬主考四川鄉試，二十六年五月转户科右，管十庫，二十七正月升户科左，巡视光禄寺，本年五月升户科都。萬曆二十八年（1600年）十一月升太常寺少卿，三十年（1602年）七月官至通政司左通政，十一月告病致仕归里，林居三十年，卒年八十。

## 著作
李應策与汤显祖同年，颇有交谊。工散曲，著述颇丰，有《苏愚山洞续集》三十卷、《谏垣题稿》八卷、《黉宫补漏》二卷、《六纬质难》七卷、《摹真藻》四卷、《婚丧泊堤》一卷、《李氏世遗录》三卷等。现仅存《苏愚山洞续集》。

## 家族
曾祖父李果，曾任壽官；祖父李濟時；父親李廷佑（1520年-1588年），號金屏，曾任儒官。母王氏（1528年-1584年）。具慶下。兄李應芳、李應書（字崇璧）